# سيتشي سوزوكي
سيتشي سوزوكي (باليابانية: 鈴木誠一؛ بالكانا: すずき せいいち) هو متزلج فني ياباني، ولد في 8 يوليو 1976 في طوكيو في اليابان.